# Mézières-au-Perche

Mézières-au-Perche este o comună în departamentul Eure-et-Loir, Franța. În 2015 avea o populație de 133 de locuitori.